# Carl Hayden
Carl Trumbull Hayden (Tempe, 2 ottobre 1877 – Mesa, 25 gennaio 1972) è stato un politico statunitense, senatore democratico per lo stato dell'Arizona dal 1927 al 1969 e Presidente pro tempore del Senato degli Stati Uniti dal 1957 al 1969.

## Biografia
Nato il 2 ottobre 1877 a Hayden's Ferry, oggi chiamato Tempe, nel Territorio dell'Arizona il quale non si era ancora unito agli Stati Uniti d'America. Suo padre, Charles Trumbull Hayden, era un uomo d'affari e giudice territoriale che ha contribuito all'ingresso dell'Arizona nell'unione.
Il futuro senatore si laurea all'Università statale dell'Arizona nel 1896, per poi passare alla Stanford per dedicarsi all'economia, storia e lingue con la speranza di entrare alla scuola di legge dopo la laurea. Durante il suo primo anno nell'università californiana il futuro senatore perde la sua unica elezione in oltre 70 anni di politica per diventare presidente del corpo studentesco. Durante questo periodo Hayden incontra la sua futura moglie, Nan Downing, i due si sposeranno nel 1908, ma non avranno alcun figlio. Nel dicembre 1899 è costretto a lasciare Stanford per la malattia del padre che nel mese successivo lo porterà alla morte e costringerà il giovane Hayden a vendere molte proprietà di famiglia per pagare i debiti contratti dal padre, e far spostare la famiglia Palo Alto dove la sorella minore potrà andare al college.

### Carriera politica

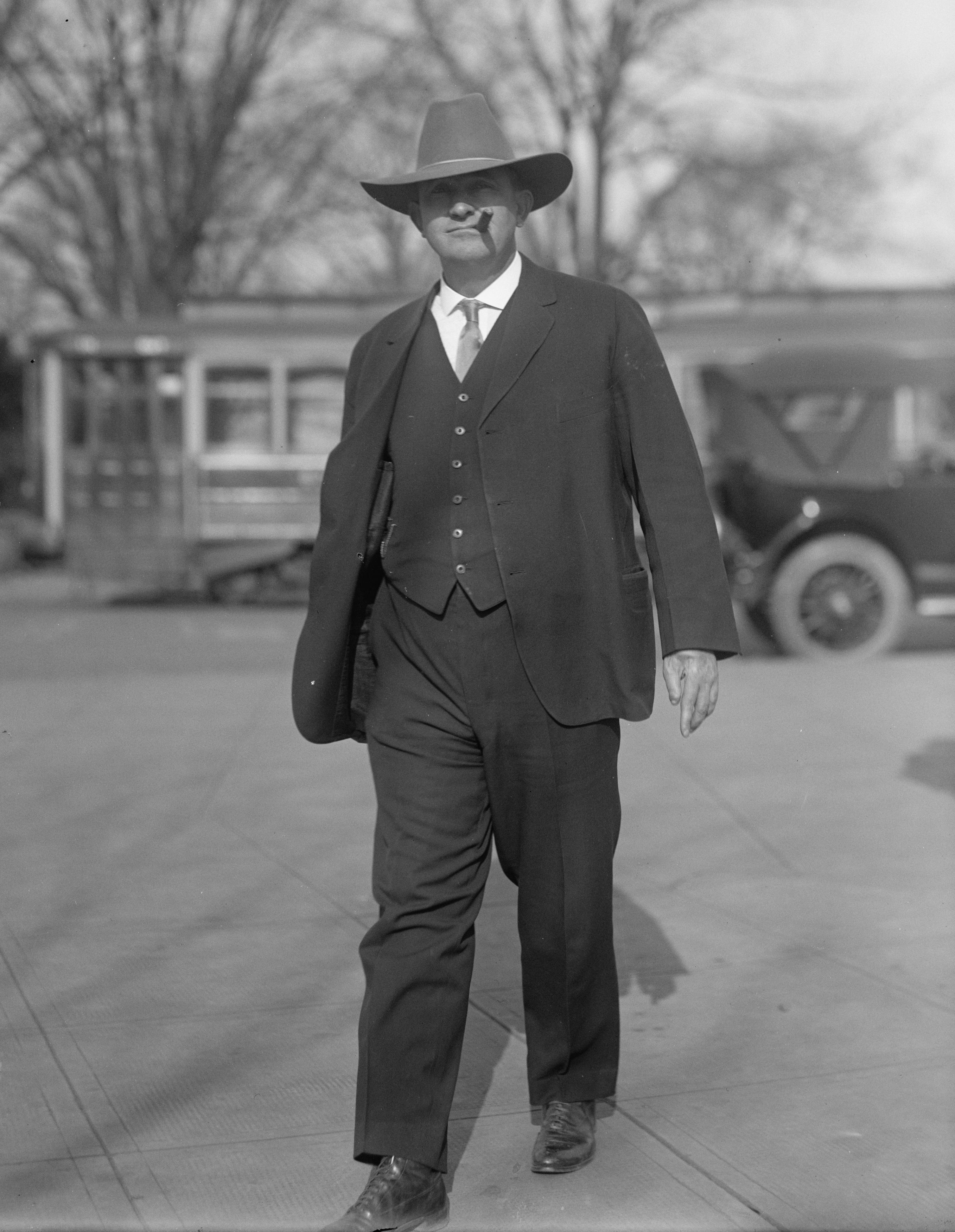
Hayden nel 1916 come rappresentante dell'Arizona

Dopo il suo ritorno dalla Stanford, Hayde si iscrive al partito democratico e inizia la sua lunga carriera politica, iniziando come consigliere comunale a Tampe. Nel 1904 guiderà la delegazione democratica alla convention democratica che si tiene a Saint Louis. Nello stesso anno viene eletto tesoriere della contea di Maricopa. Nel 1906 sconfigge con la più ampia maggioranza dello stato il rivale repubblicano per la carica di sceriffo. Durante il suo mandato il capoluogo Phoenix cresce fino ad avere 10 000 abitanti, ma lo sceriffo riesce a mantenere l'ordine nella città e nei rapporti con l'indiani, ordinando anche che i nativi quando vengono in città indossino i pantaloni invece del tipico vestiario.
Nel 1911 avviene la svolta in vista dell'ammissione dell'Arizona nell'unione avvengono le elezioni per il seggio alla camera dei rappresentanti dove Hayden vince facilmente grazie alla sua reputazione. Il giuramento avvenuto il 19 febbraio 1912 segnerà l'ingresso nel congresso americano. Posto che lui lascerà soltanto nel 1967 dopo 57 anni trascorsi a Washington. Nel 1926 si candida al senato contro il senatore incombente Cameron, basando la sua campagna sulla sua capacità di difendere gli interessi dell'Arizona contro la California. Durante la sua permanenza al senato Hayden lavora nelle commissioni Interni, della poste sull'Amministrazione e la potente commissione sulle appropriazioni, che gli consente di portare molti benefici al suo stato. Nel 1927 si renderà partecipe di una protesta per tentare di ostacolare il Bouldeer Canyon Project, nel tentativo di ritardare il più possibile il voto fece un discorso di 9 ore che coincise con la durata della sessione riuscendo a ritardare la votazione, questo rimase il suo unico discorso nell'aula del senato per i successivi 20 anni. La sua idea sulla costruzione cambierà con la Grande depressione, e il New Deal. Durante gli anni '40 portò alla costruzione di alcune basi militari e di addestramento nello stato dell'Arizona sempre assicurando lavoro ai suoi elettori. Uno di questi centri fu utilizzato dalle truppe dell'esercito per prepararsi alla campagna d'Africa. 

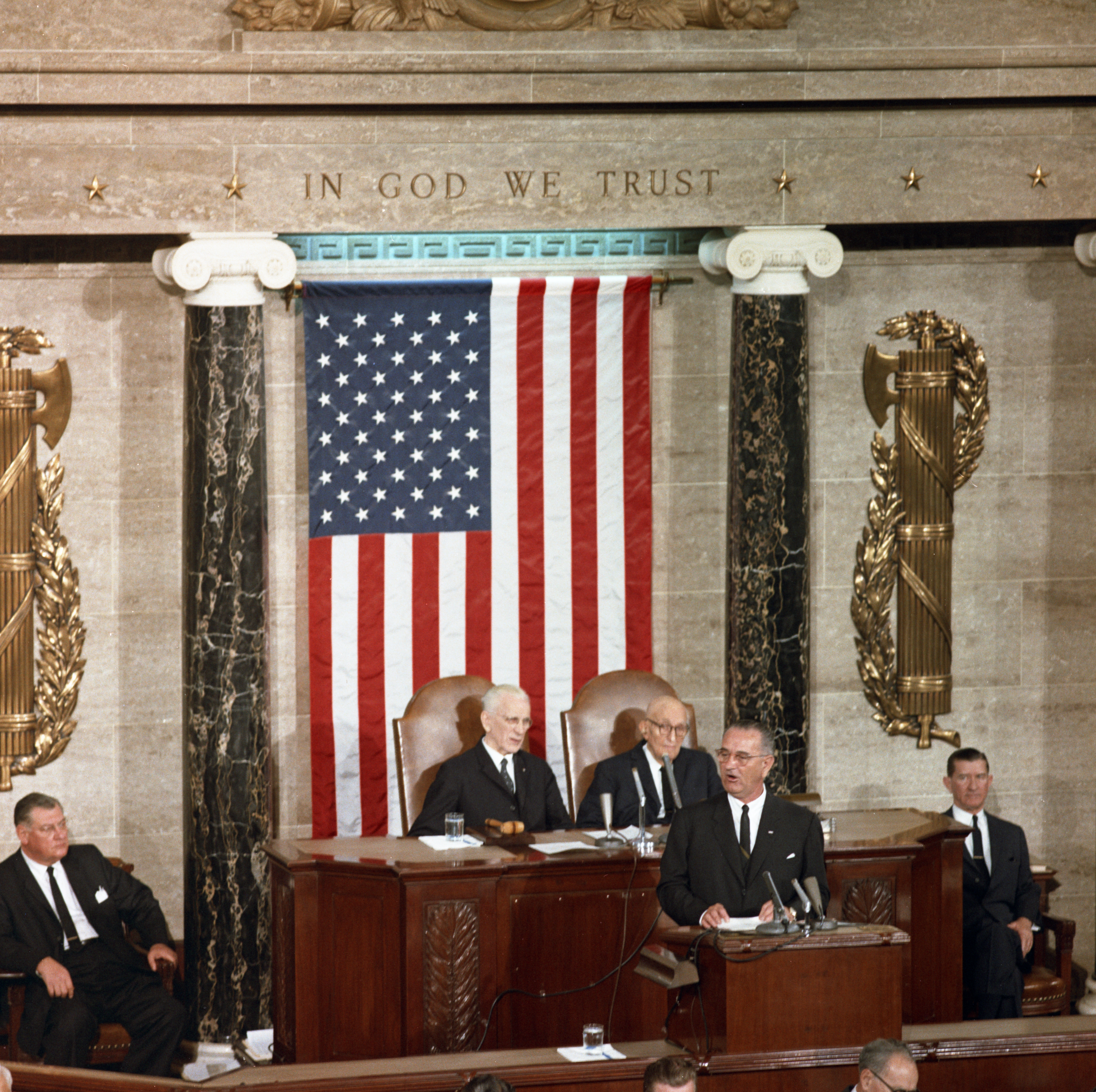
Carl Hayden fra lo Speaker della camera McComack e il presidente Lyndon B. Johnson

Con l'inizio dell'85º congresso, nel 1957, Hayden devenne il parlamentare rimasto in carica più a lungo; il suo record sarà battuto solamente da Robert Byrd nel 2009. Sempre nel 1957 divenne il decano del senato e Presidente pro tempore del senato, carica che lo rendeva all'epoca il terzo nella linea di successione presidenziale. La sua ultima campagna per la rielezione avvenne nel 1962 quando era alla ricerca di un settimo mandato come senatore. Nel 1961 con la morte dello speaker della camera divenne il secondo in linea di successione fino all'elezione del nuovo speaker e nuovamente con l'assassinio di J.F. Kennedy e la nomina di Johnson come presidente. Inoltre dal 31 dicembre 1964 al 3 gennaio 1965 fu il primo in linea di successione alla presidenza in quanto era scaduto il mandato allo speaker della camera. Intervistato su come avrebbe agito riguardo alla possibile morte del presidente lui rispose:
"I'd call Congress together, have the House elect a new speaker, and then I'd resign and let him become president." (Farei riunire il congresso ed eleggere un nuovo speaker della camera e successivamente mi dimetterei per far diventare lui presidente).

### Dopo il ritiro

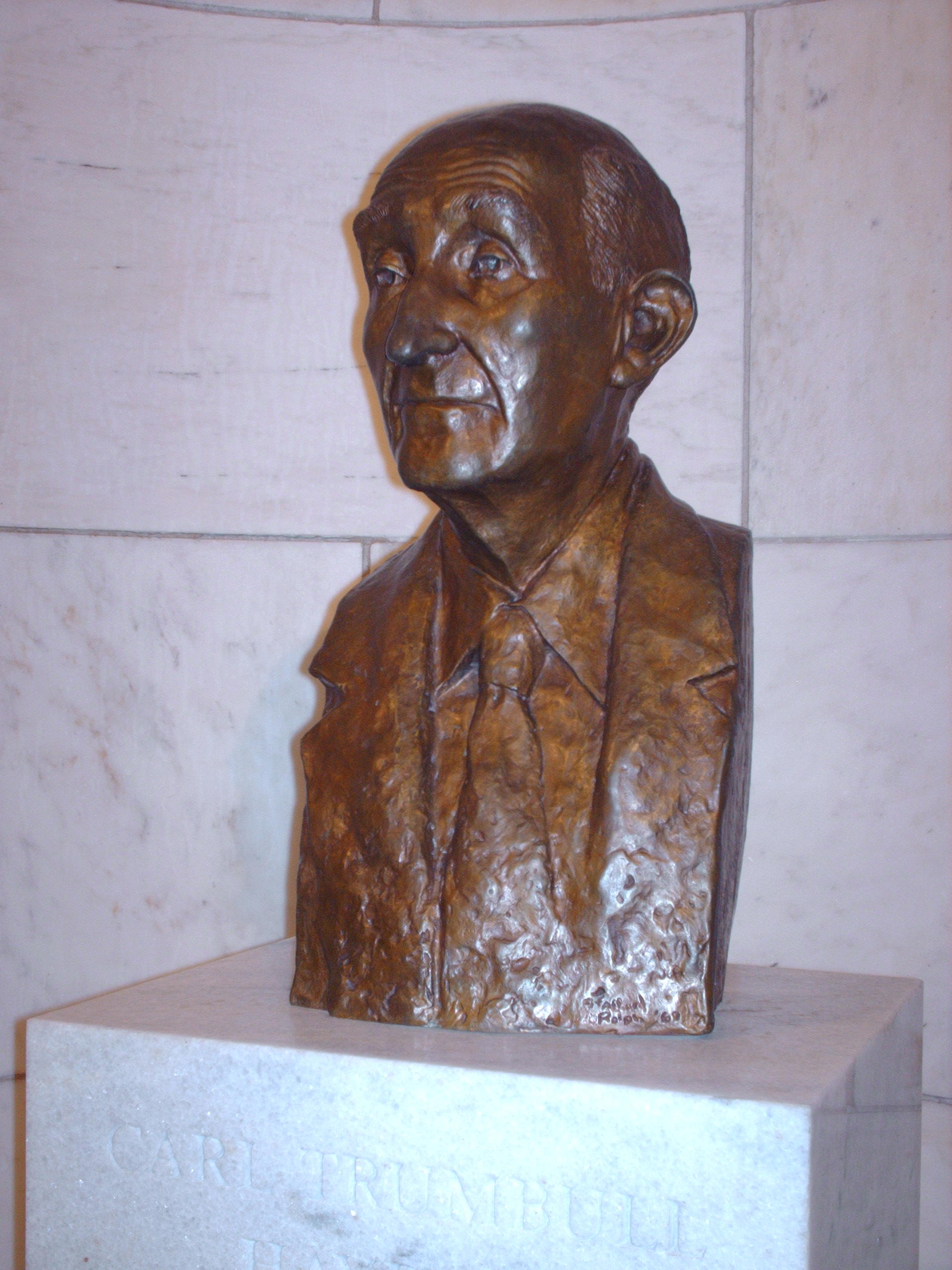
Busto ospitato nel palazzo in cui il senatore aveva il suo ufficio

Il senatore annunciò il suo ritiro nel maggio del 1968. Inoltre raccomandò il suo aiutante Roy Elson come successore, ma fu sconfitto dallo sfidante repubblicano Goldwater. Dopo il suo ritiro, si trasferì a Tempe e organizzò un ufficio presso la biblioteca dell'università statale dell'Arizona, oggi a lui dedicata. Ammalatosi verso la metà di gennaio del 1972 morì il 25 dello stesso mese. Viene sepolto nel cimitero cittadino. Durante il suo funerale intervennero il presidente Johnson e il suo successore Goldwater.
In seno al suo lungo ed instancabile servizio al congresso molti progetti prendono il suo nome, anche dopo la sua morte. Nel 1986 un busto viene inserito nel Russel Senate Office Building, il palazzo che ospitava il suo ufficio durante il mandato da senatore.